# Вольфганг Завалліш
Во́льфганг Зава́лліш (нім. Wolfgang Sawallisch; нар. 26 серпня 1923, Мюнхен, Веймарська республіка — пом. 22 лютого 2013, Грассау, Німеччина) — німецький диригент та піаніст.

## Біографія
Завалліш народився в Мюнхені. Тут у віці п'яти років він почав навчатися гри на фортепіано. По завершенню війни, в 1946 році продовжив навчання в Мюнхенській вищій школі музики і склав випускний екзамен з диригування. Почав свою кар'єру в оперному театрі в Аусбурзі в 1947 році. У 1952—1953 роках він був особистим помічником Ігоря Маркевича в Міжнародній літній академії Моцартеум в Зальцбурзі.
У 1953 році почав диригувати в оркестрі Берлінської Філармонії. З вдалим дебютом виступив в 1957 році в Байройтському театрі диригуючи вагнерівською оперою «Трістан та Ізольда» і став наймолодшим диригентом, що коли-небудь виступав на цій сцені.
У 1960—1970 роках був головним диригентом Віденського симфонічного оркестру, надалі, з 1971 по 1992 рік, — генеральним директором Баварської державної опери (виконуючи також з 1983 року протягом декількох років обов'язки її генерального директора).
У 1993—2003 роках обіймав посаду музичного директора Філадельфійського оркестру. В одному з інтерв'ю Завалліш розповів, що вважає співпрацю з цим колективом вершиною своєї кар'єри: «Я 22 роки очолював Мюнхенську оперу, і це був дуже важливий період мого музичного життя, але пост керівника Філадельфійського оркестру — вершина моєї кар'єри. Бо це — неабиякий музичний інструмент».

## Репертуар
Як диригент, Вольфганг Завалліш є визначним інтерпретатором музики Ріхарда Штрауса, а також відомим виконавцем симфоній Антона Брукнера. Один з його заключних концертів і проектів запису з Філадельфійським оркестром були зосереджені на музиці Роберта Шумана.
Однак його репертуар величезний, і скрізь він демонструє незвичайну легкість — чи то музика Моцарта чи Брамса. Завалліш ніколи не прагне приголомшити публіку, він — суворий служитель старої школи на вівтарі музики.

## Кар'єра піаніста
Як піаніст він акомпанував багатьом видатним співакам, серед яких Дитрих Фішер-Діскау, Пласідо Домінго, Герман Прай, Елізабет Шварцкопф та Маргарет Прайс.

## Відзнаки
Почесний член Товариства Роберта Шумана, лауреат Премії Роберта Шумана (1994).